# François Certain de Canrobert

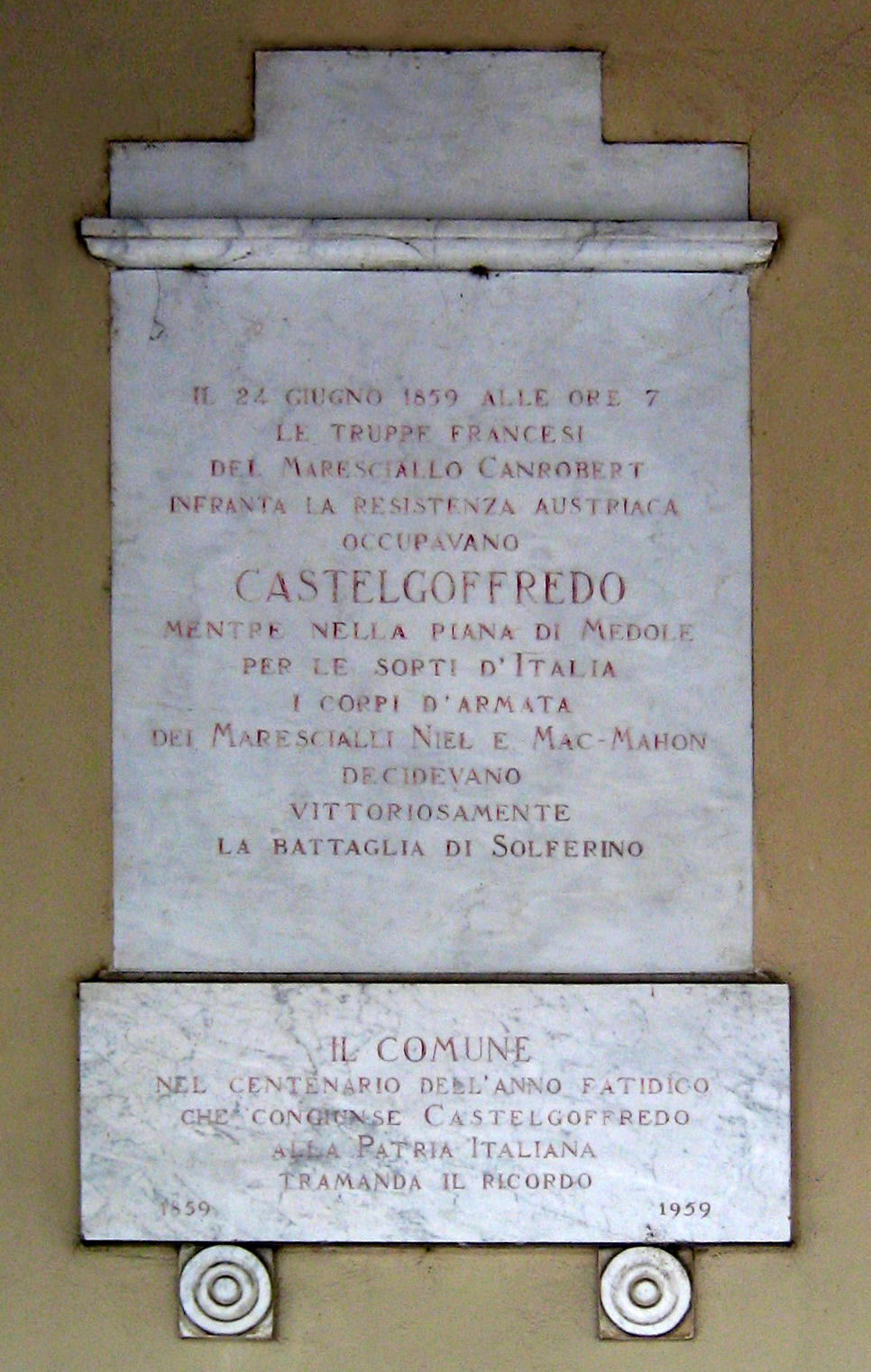
Castel Goffredo, placa comemorativa homenageando François Certain de Canrobert.

François Marcellin Certain de Canrobert (Saint-Céré, Lot, 27 de junho de 1809 - Paris, 28 de janeiro de 1895) foi um Marechal de França (desde 1856). Oficial de coragem, foi ilustre nas principais campanhas militares francesas do Segundo Império, particularmente nos combates de Batalha de Alma, Batalha de Magenta e Batalha de Solferino. Foi um fervoroso apoiante do regime bonapartista de Luís Napoleão.
Foi ajudante de campo do príncipe-presidente Luís Napoleão, e tomou parte no golpe de Estado de 2 de dezembro de 1851. Na Guerra da Crimeia comandou uma divisão na Batalha de Alma, onde foi duas vezes ferido.
Quando terminou a Guerra da Crimeia, foi diplomata ao serviço de França na Suécia e Dinamarca.
Participou na Guerra franco-prussiana, tendo-se distinguido na Batalha de Gravelotte.
As suas memórias (Souvenirs) foram publicadas postumamente, em 1898.